# BSat-3a
BSat-3a — японский телекоммуникационный спутник, принадлежащий компании Broadcasting Satellite System Corporation. Он предназначен для телевизионного вещания на территории Японии.
Изготовитель Lockheed Martin Commercial Space Systems.
Конструкция
Габариты: (Д х Ш х В) 3,8 x 1,9 x 1,9 (со сложенными антеннами и солнечными батареями). Размах панелей солнечных батарей равняется 14,7 метра.
Полезная нагрузка: 12 транспондера Ku-диапазона мощностью 130 Вт.
BSat-3a был успешно запущен 14 августа 2007 года с помощью европейской РН Ариан 5ECA с космодрома Куру во Французской Гвиане. Вместе с BSat-3a на орбиту также был выведен американский спутник SpaceWay F3.
Расчётная точка стояния — 110° в. д.